# SN 2003dv
SN 2003dv – supernowa typu IIn odkryta 22 kwietnia 2003 roku w galaktyce UGC 9638. W momencie odkrycia miała maksymalną jasność 16,20m.